# Lucy Van Pelt

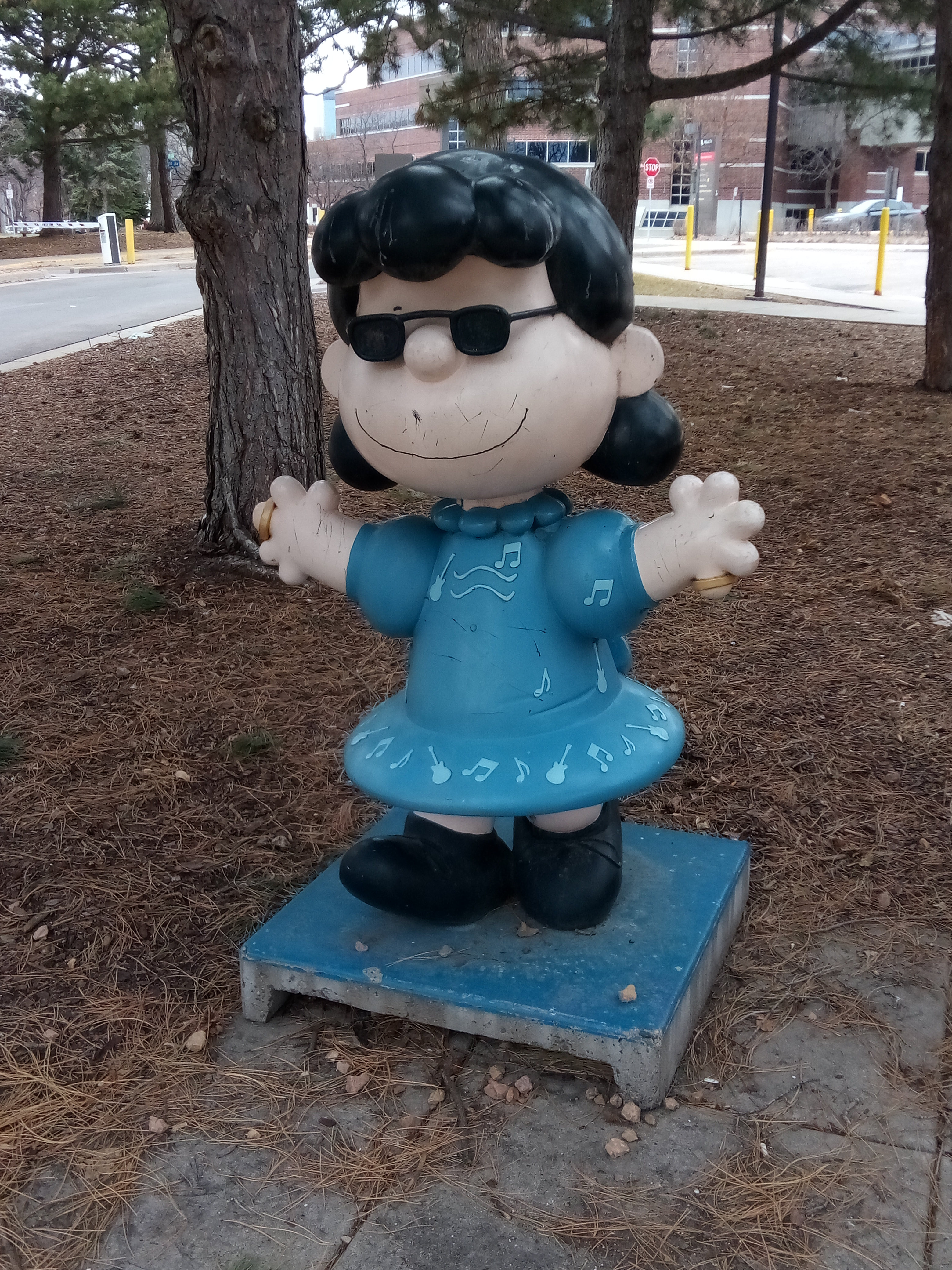
Una estatua conmemorativa a Lucy van Pelt en las afueras del Centro Médico de Emergencias de la Universidad de Minnesota (EE.UU).

Lucille "Lucy" Van Pelt es un personaje ficticio de la tira cómica sindicada Peanuts, escrita y dibujada por Charles M. Schulz. Es la hermana mayor de Linus y Rerun. Lucy se caracteriza por ser una chica "presupuestaria", malhumorada, mandona y obstinada que intimida a la mayoría de los otros personajes de la tira, particularmente a Linus y Charlie Brown.

## Personalidad
Lucy a menudo se burla e intimida a los demás, especialmente a Charlie Brown y su hermano menor, Linus. También está muy enamorada de Schroeder lo cual no es correspondido. A menudo es la antagonista en varios cómics. Sin embargo, tiene sus momentos de verdadera ternura, como cuando Linus responde a su desaliento por la injusticia de la vida diciendo: "Bueno, en primer lugar, tienes un hermano pequeño que te quiere". Después de lo cual, Lucy abraza a su hermano pequeño y se echa a llorar. 
Aunque a menudo atormenta, se burla y menosprecia a Charlie Brown, realmente le tiene cariño y su verdadera amistad es obvia a lo largo de la tira. En una historia, donde la familia de Linus y Lucy se muda (temporalmente, como se vio después), tanto Lucy como Charlie Brown se emocionan mucho cuando se despiden. Sin embargo, hay al menos una tira en la que Charlie Brown supera a Lucy. En él, ella lo sermonea sobre poner sus manos en un tazón de palomitas de maíz que comparten después de lamerse los dedos. El último panel de la tira lo muestra alejándose de ella mientras ella se sienta allí con una expresión de sorpresa en su rostro con el tazón de palomitas de maíz arrojado sobre su cabeza. Al igual que su hermano menor Linus, a Lucy le encanta hundirse en su silla Sacco.
Lucy está enamorada no correspondida del prodigio musical Schroeder, en parte porque Schroeder, un personaje de una sola nota (por así decirlo), no se preocupaba por nada más que Beethoven y tocar el piano. Kevin Wong, del blog Kotaku, escribió sobre la relación: "A lo largo de los años, el lector empatizó menos con Schroeder y más con Lucy, a pesar de que ella fue la agresora inicial en esta dinámica disfuncional. Al menos ella tenía algo de piel en el juego: ella se abría al rechazo cada vez que se apoyaba en el piano de Schroeder, Schroeder nunca se mostraba abierto y, en ocasiones, incluso parecía disfrutar de sus crueles reacciones ante sus coqueteos.
"Para 1966, la relación de Lucy con Schroeder bordeaba lo masoquista. Ella persistió en sus esfuerzos por ganárselo, a pesar de su indiferencia. Durante una historia extendida de varios días durante la cual Lucy y Linus se mudaron, Schroeder se dio cuenta de que la extrañaba. No podía No tocará su piano sin ella allí. Al igual que Charlie Brown en la historia, el lector está irritado con Schroeder por su anterior insensibilidad y estreñimiento emocional". 

### Cabina psiquiátrica
Lucy opera una cabina psiquiátrica, parodiando el puesto de limonada operado por muchos niños pequeños en los Estados Unidos. Aquí, ella ofrece consejos y psicoanálisis por cinco centavos, la mayoría de las veces a un Charlie Brown ansioso o deprimido. El "consejo" a veces es inútil. A veces, sin embargo, el consejo de Lucy puede variar desde la psicología popular inteligente de la calle, verdades obvias hilarantes, hasta la investigación perspicaz. Un ejemplo es cuando, mientras trata a Snoopy, Lucy le pregunta cómo se relacionó, durante su infancia, con los otros (si se permite la expresión) "perros" de su familia. No hace falta decir que Snoopy se apresuró a rechazar la expresión. Otra es cuando ella le pide que le dé su pata y se recita a sí mismo: "Soy amado. Soy necesario. Soy importante". Snoopy reacciona pensando "¡Me estoy sonrojando!".
Un cartel en el frente de la cabina declara que "El Doctor está" dentro o fuera, según el lado de la pancarta "Entrada/Salida". En A Charlie Brown Christmas, Lucy invierte el cartel de mostrar su lado "Out" para revelar las palabras "Real In".

### Béisbol
En el equipo de béisbol de Charlie Brown, Lucy juega en el jardín derecho (u ocasionalmente en el jardín central) y se caracteriza por ser una mala jugadora que, cuando es expulsada temporalmente del equipo, se dedica a interrumpir los juegos. Lucy tiene la habilidad de inventar una excusa sin sentido para cada bola que falla, como "Las lunas de Saturno se me metieron en los ojos" o "Creo que había sustancias tóxicas saliendo de mi guante y me marearon". Otras veces, encuentra una excusa para tener conversaciones unilaterales con Charlie Brown en el montículo del lanzador, a menudo por algo trivial que notó, lo que generalmente resulta en que Charlie Brown explote y le grite: "Regresa al jardín derecho donde ¡tu perteneces!".

## Historia
El tercer personaje nuevo en Peanuts después de Violet y Schroeder, Lucy hizo su debut el 3 de marzo de 1952. Originalmente basada en la hija adoptiva de Schulz, Meredith, Lucy era una niña de ojos saltones que continuamente molestaba a sus padres y a los mayores. niños. Durante los siguientes dos años, envejeció de tal manera que en 1954 parecía tener aproximadamente la misma edad que Charlie Brown. (Las primeras tiras con Lucy cuando era una niña pequeña no se reimprimieron hasta después de la muerte de Charles Schulz). A los pocos meses de su presentación, Schulz modificó los ojos de Lucy para que tuvieran la misma apariencia que los otros personajes, excepto por pequeñas líneas adicionales alrededor de ellos, que más tarde también lucieron sus dos hermanos.
Lucy tiene el pelo negro y corto y viste un vestido azul con calcetines azules y zapatos de montar hasta finales de la década de 1970, cuando Schulz comenzó a mostrar a los personajes femeninos de la tira con pantalones y camisas para mantener sus atuendos más contemporáneos. A fines de la década de 1980, había cambiado a este aspecto de forma permanente.
Lucy recibió su nombre de Louanne Van Pelt, una ex vecina de Charles Schulz en Colorado Springs y, según David Michaelis de la revista Time, se inspiró en la primera esposa de Schulz, Joyce. 
En una entrevista de 1967 con Psychology Today, Schulz dijo que sus personajes favoritos eran Snoopy, Linus y Charlie Brown. "Lucy no es una de mis favoritas, porque no me gusta especialmente, eso es todo. Pero ella trabaja, y un personaje central de una tira cómica no solo es alguien que cumple muy bien su papel, sino que aportará ideas por la naturaleza misma de su personalidad". También en el artículo, Schulz agregó que Lucy era mala, porque la gente supuestamente débil dominaba gente fuerte es gracioso: "No hay nada gracioso en que un niño sea malo con una niña. ¡Eso simplemente no es gracioso! Pero hay algo gracioso en que una niña pequeña pueda ser mala con un niño pequeño". Continúa: "Sin embargo, debes darle crédito a (Lucy); ella tiene una manera de cortar directamente a la verdad. Este es uno de sus puntos buenos. Puede atravesar gran parte de la farsa y realmente puede sentir lo que le pasa a Charlie Brown, algo que él mismo no puede ver". 

## Tiras anuales de fútbol
Lucy con frecuencia le quita el balón a Charlie Brown justo cuando está a punto de patearlo. 
La primera vez que hizo esto fue el 16 de noviembre de 1952 (Violet hizo lo mismo sin querer un año antes porque temía que Charlie Brown la pateara accidentalmente), pero a diferencia de las acrobacias posteriores, Lucy primero tiró del le quitó la pelota porque no quería que Charlie Brown la ensuciara (hizo un segundo intento en la misma tira, solo para tropezar con ella al final).
Las tiras de fútbol se convirtieron en una tradición anual, y Schulz hizo una casi todos los años durante el resto de la carrera de la tira, convirtiéndose en una parte central de la tradición de Peanuts. Un ejemplo infame de esto es el especial animado It's Your First Kiss, Charlie Brown, donde sus acciones (ella apartó la pelota cuatro veces) le costaron al equipo de fútbol de la escuela una victoria en el juego de Homecoming, pero se culpa a Charlie Brown a pesar de que él es claramente no tiene la culpa. De hecho, Charlie Brown pateó el balón en la franja del 12 de septiembre de 1956, pero solo porque Schroeder estaba sosteniendo el balón. En una historia de julio-agosto de 1979, cuando Charlie Brown ingresó en el hospital porque se sentía enfermo, Lucy estaba tan angustiada con Charlie Brown en ese estado que juró que dejaría que Charlie Brown pateara el balón. Cuando Charlie Brown fue liberado, la mantuvo fiel a ese voto. Desafortunadamente, cuando Charlie Brown hizo su patada desde el lugar, falló la pelota y golpeó su mano en su lugar.

## Expresado por
- Karen Mendelson (1963)
- Tracy Stratford (1963, 1965)
- Secadora Sally (1966-1968)
- Pamelyn Fernando (1969-1971)
- Robín Kohn (1972-1973)
- Melanie Kohn (1974-1975, 1977)
- Sara playa (1976)
- Lynn Mortensen (1976)
- Michelle Muller (1977-1979)
- laura siembra (1980)
- Kristen Fullerton (1980)
- Penny de sydney (1981)
- Ángela Lee (1983)
- Heather Stoneman (1984-1985)
- Jessica Lee Smith (1984-1985)
- Melissa Guzzi (1986)
- Tiffany facturación (1986-1988)
- Ami Foster (1988)
- Érica Gayle (1988-1989)
- Jennifer Banko (1990)
- marne patterson (1992)
- Molly Dunham (1993)
- Jaime Cronin (1995-1997)
- Rachel Davey (2000)
- Lauren Schaffel (2002)
- Serena Berman (2002-2003)
- Ashley Rose Orr (2003)
- Stephanie Patton (2006)
- Michelle Creber (2008-2009)
- Grace Rolek (2011)
- Hadley Belle Miller (2015)
- Bella Stine (2016)
- Merrit Grove (2018-2019)
- Isabella Leo (2019-presente)

## En la cultura popular
- En la secuencia de Peanuts del episodio "Comic Capers" de Muppet Babies (serie de televisión de 1984), se imagina a Piggy como Lucy. Un clip de ella de un medio actualmente desconocido donde dice "Espera hasta que recibas mi factura" se reproduce después de su escena.
- Lucy, junto con otros personajes de Peanuts, hicieron apariciones en Family Guy. Su aparición más reciente es en "Brian's Got a Brand New Bag". Peter Griffin apareció frente a Lucy y, harto de que le hiciera el truco del fútbol a Charlie Brown, la pateó repetidamente. Lucy finalmente cumplió con sus demandas y dejó que Charlie Brown pateara el balón.
- En Codename: Kids Next Door, Nigel Uno viste un atuendo completamente idéntico al de Lucy en el episodio Operación: Futuro.

- Datos: Q2422491
- Multimedia: Lucy van Pelt / Q2422491